# Хатыни (Калинковичский район)
Хатыни (бел. Хатыні) — деревня в Чкаловском сельсовете Калинковичского района Гомельской области Белоруссии.

## География

### Расположение
В 49 км на северо-восток от Калинкович, 16 км от железнодорожной станции Василевичи (на линии Гомель — Лунинец), 120 км от Гомеля.

### Гидрография
На западе мелиоративные каналы.

## Транспортная сеть
Транспортные связи по просёлочной, затем автомобильной дороге Гомель — Лунинец. Планировка состоит из дугообразной улицы, близкой к широтной ориентации. Застройка двусторонняя, деревянная усадебного типа.

## История
Основана в начале XX века переселенцами из соседних деревень. В 1908 году хутор в Якимово-Слободской волости Речицкого уезда Минской губернии. В 1930 году жители вступили в колхоз. Во время Великой Отечественной войны в июне 1943 года оккупанты полностью сожгли деревню и убили 6 жителей. 55 жителей погибли на фронте. Согласно переписи 1959 года в составе колхоза имени М. В. Фрунзе (центр — деревня Луки).

## Население

### Численность
- 2004 год — 11 хозяйств, 14 жителей.

### Динамика
- 1908 год — 3 двора, 16 жителей.
- 1959 год — 255 жителей (согласно переписи).
- 2004 год — 11 хозяйств, 14 жителей.